# Aeridocentrum
× Aeridocentrum, (abreviado Aerctm) en el comercio, es un híbrido intergenérico entre los géneros de orquídeas Aerides × Ascocentrum. Fue publicado en Orchid Rev. 75(884): noh: 1 (1967).